# Ann Mari Falk
Ann Mari Falk (* 1916 in Stockholm, Schweden; † 1988) war eine schwedische Autorin von Kinder- und Jugendbüchern und Übersetzerin.

## Leben
Nach dem Besuch der französischen Schule in Stockholm machte Falk eine kaufmännische Ausbildung und arbeitete von 1935 bis 1951 als Versicherungsangestellte. Seit den 1940er Jahren veröffentlichte sie vor allem Kinder- und Jugendbücher, welche in viele Sprachen übersetzt wurden. Sie war bereits älter als 70 Jahre, als die letzten ihrer mehr als 60 Bücher in Schweden aufgelegt wurden.
Falks Kinderbücher schildern in vielen Fällen das Leben in heilen Familien und stellen das Leben dort vor allem von der positiven Seite dar.

## Preise und Auszeichnungen
- 1953: Literaturpreis der Zeitschrift VI
- 1968: Astrid-Lindgren-Preis in Schweden

## Veröffentlichungen (Kleine Auswahl)
- 1944 Funtimmer, Kurzgeschichten
- 1947 Sommarnöje
- 1951 Ringlinje
  - 1971 deutsch: Ringe im Wasser, übersetzt von Herta Weber-Stumpfahl. Benziger, Zürich/Köln, ISBN 3-545-33041-9.
- 1952 Brigitta går i dansen
- 1953 Barbro finner en ö
  - 1967 deutsch: Barbros Inselsommer, übersetzt von Herta Weber-Stumpfahl. Boje Verlag, Stuttgart,
- 1961: Var vän Mica
  - Neuauflage, mit neuem Titel: Das Jahr, in dem Du 14 wirst. F. Schneider Verlag, München/Wien 1984, ISBN 3-505-08593-6.
- 1962 Mats blåser såpbubblor, illustriert von Ilon Wikland
- 1965: En dam försvinner
- 1966 När Nasse Larsson åkte ambulans, illustriert von Tord Nygren
- 1970 Min Martina
  - 1973 Lisa und Martina, übersetzt von Herta Weber-Stumpfahl. Benziger, Zürich/Köln, ISBN 3-545-33047-8.
- 1972: Kom och lek Ruffa!, Stockholm 1972.
- 1973 Sparka inke katten
  - 1979 deutsch: Ich brauche dich und deine Freundschaft. übersetzt von Ursula Dotzler, illustriert von Renate Vögel-Cossmann. Franz Schneider Verlag, München/Wien 1979, ISBN 3-505-07216-8.
- 1976 Cirkus Balja, illustriert von Veronica Leo
- 1978 Skepp ohoj!, illustriert von Joan Sandin.
- 1978: Räkna med bräk.
- 1984; När rödluvan bet vargen
- 1984 Resan tilbaka.